# Aname atra
Aname atra là một loài nhện trong họ. Loài này là loài đặc hữu phía nam Úc.